# خروس‌کلی سینه‌خالدار
خروس‌کُلی سینه‌خالدار (نام علمی: Vanellus melanocephalus) نام یک گونه از سرده خروس‌کلی‌ها است.